# Rendżo La
Rendżo La – przełęcz położona w Nepalu, w Himalajach, w grupie górskiej Khumbu Himal, na wysokości 5417 m n.p.m. Znajduje się na drodze z Thame w dolinie Tchenpo Khola do Gokyo.